# 阿奇博尔德·盖基
阿奇博尔德·盖基爵士（1835年12月28日—1924年11月10日）是一位苏格兰地质学家和作家，1890–1892年和1906–1908两次担任伦敦地质学会会长，1892年任不列顛科學協會会长，1908年－1913年间担任英国皇家学会的第40任会长。